# József Ficzkó

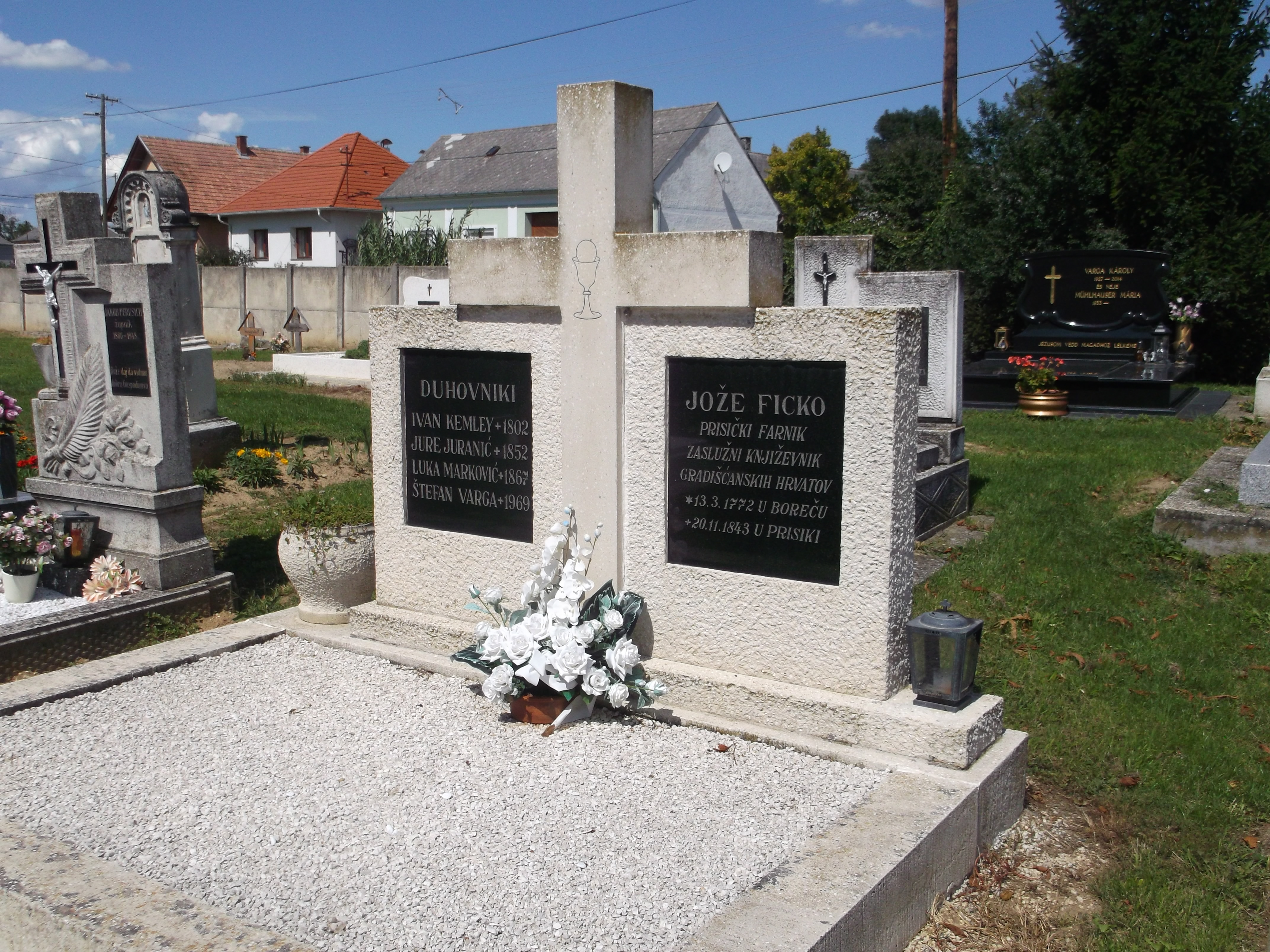
Ficzkós Grab, Katholischer Friedhof Peresznye

József Ficzkó oder József Fitzkó, auch Jožef Ficko (* 15. März 1772 in Boreča; † 28. November 1843 in Peresznye) war ein burgenlandkroatischer Schriftsteller und katholischer Priester slowenischer Abstammung.
Ficzkó wuchs im slowenischen Gebiet Tótság/Slovenska okroglina (heute Prekmurje, deutsch: Übermurgebiet) auf. Seine Eltern hießen Miklós und Ilona Ficzkó. Miklós Küzmics unterstützte seine Studien in Steinamanger (Szombathely). 1797 wurde er zum Priester geweiht, ab 1802 war er Pfarrer in Prössing (Peresznye).
Ficzkó hatte Kroatisch gelernt und betätigte sich als Autor. Seine Werke haben dazu beigetragen, die Entwicklung der burgenlandkroatischen Literatur zu fördern. Ficzkó lehnte den Illyrismus, die neue serbokroatische Sprache und das gajische Alphabet ab, er unterstützte nur die burgenlandkroatische Sprache.

## Werke
- A.B.C. knyisicze za diczu Horváczkoga naroda va Kralyesztvi Vugerszkom (Alphabetbüchlein für die Kroatische Kindern in dem Königreich Ungarn), ?
- Kratak pregléd Sztaroga Zakona (Ein kurzer Überblick über das Alte Testament), 1824
- Kratak pregléd Novoga Zakona (Ein kurzer Überblick über das Neue Testament), 1824
- Nova hizsa zlata (Neues goldenes Haus), 1829
- Razlaganye velikoga katekismusa (Erklärung des Großes Katechismus), 1836
- Kratko razlaganye czrikveni czeremoniov, 1836
- Novo Marianszko Zvetye (Neue Blume von Madonna), 1837
- Nova Vrata nebeszka (Neuen Himmelstor), 1864